# 纳恩·辛格
纳恩·辛格（Nain Singh，1830年10月21日—1882年2月1日），或稱南星，又称为奈恩·辛格·拉瓦特，首批受英国雇佣探索喜马拉雅山和中亚的印度探险家、间谍，来自库马盎乔哈尔山谷。他在1865年到1875年间多次乔装僧侣，携带特制的隐藏在法器中的测绘器材，勘察了经拉达克到西藏的路线，确定了拉萨在西藏的位置和海拔高度，并勘察了大段雅鲁藏布江。他跋涉了“1,580英里，即3,160,000步，每一步都得到计数”。根据他的测绘结果得到的西藏地图在1888年的隆吐山战役和1903年的英国侵藏战争中为英军的获胜发挥了巨大作用。1877年，他获得了英国皇家地理学会颁发的金質獎章。